# Nattaktiv

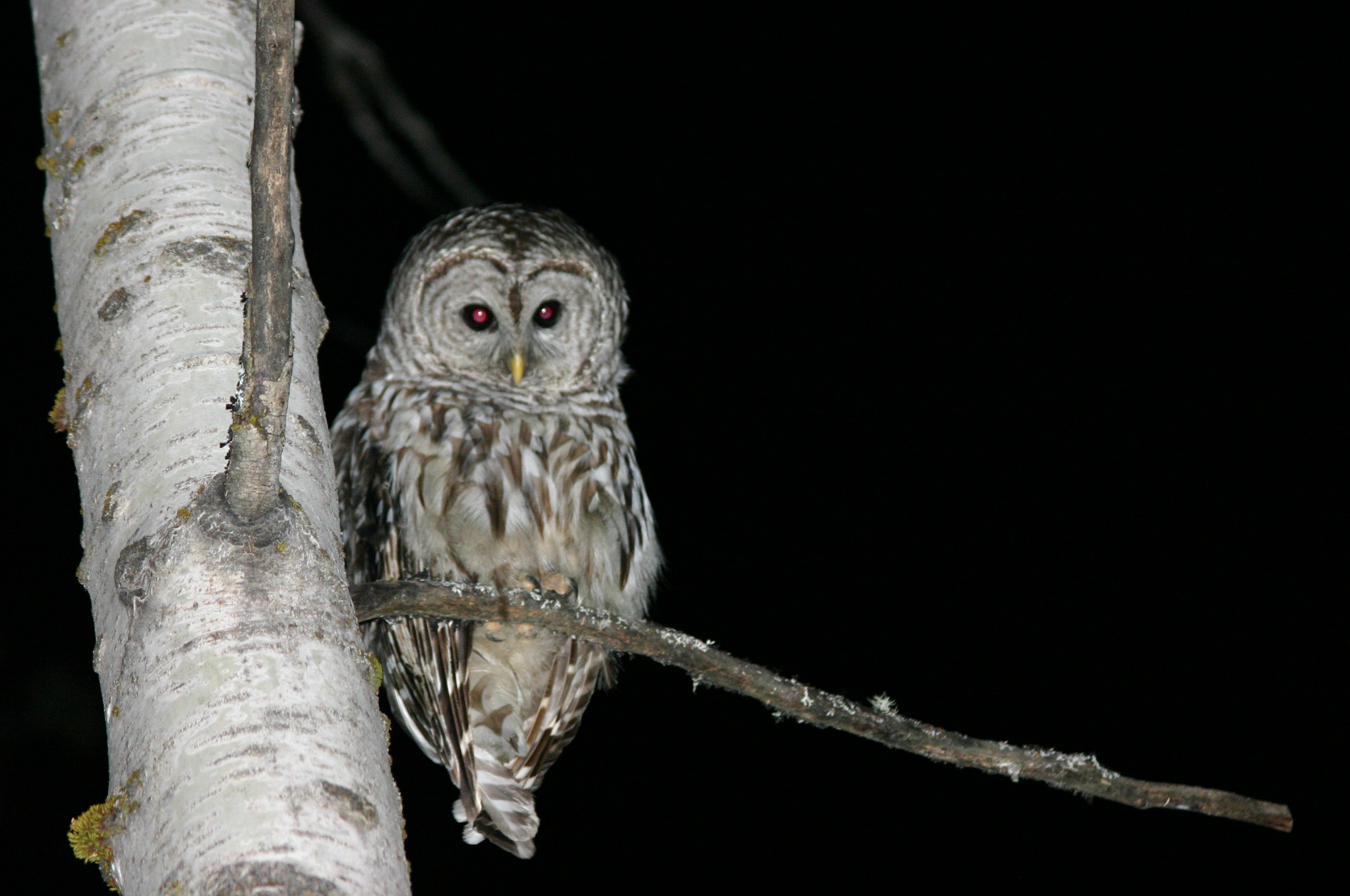
Ugglor får ofta exemplifiera de nattaktiva djuren.

Nattaktiv är organismer vars dygnsrytm kännetecknas av att deras aktiva beteenden, exempelvis näringsintag, koncentreras till dygnets mörka timmar medan de vilar eller sover på dagen. Motsatsen är dagaktiv men det finns även organismer som främst är gryning- eller skymningsaktiva.
Nattaktiva djur, ibland kallade nattdjur, har ofta väl utvecklad hörsel och luktsinne. De har även speciellt anpassad syn och ofta oproportionellt stora ögon. Vissa djur, som katter och iller har synsinne som är anpassat både för mörker och dagsljus. Andra djur, som vissa fladdermöss, kan nästan enbart fungera aktivt om natten.
Skymningsaktiva djur som skunk, hyena och vissa fåglar beskrivs ofta felaktigt som nattaktiva. Vissa djur, som arterna inom familjen Eupleridae och även lejon, är både dag- och nattaktiva.